# 久坂七夕
久坂 七夕（くさか しちせき、7月7日 - ）は、日本の小説家、脚本家、講演家、ラジオパーソナリティ。埼玉県草加市出身。ペンネームは本名と誕生日の組み合わせ。代表作は「元型物語 リュウと魔法の王国」、「離任式ジャック」。

## 経歴
埼玉県草加市出身。長州藩久坂家の祖母によって、物心つく前から神話や古典、文学作品を暗記させられていた。小学生にして10万冊を読破。児童文学の世界に没頭し「世界の神話には、どうして共通点が多いのだろう？」という疑問から、比較神話学や元型心理学を勉強するようになる。好きな作家は筒井康隆。
「作家になりたい」という夢を抱えながら、18歳のとき交通事故で左目の視力をほぼ失い、治療も兼ねて海外歴訪の旅に出る。50ヶ国ほどに訪れ、紛争地帯などで子どもが惨殺される現状を知り、子どもを救う活動をしたいと感じる。体験取材も兼ね、芸能マネージャー、運行管理者、塾講師など、100種類以上の職業を経験。しかし、作家になる夢は叶わず、結婚して2児を出産、サラリーマン生活を送っていた。
2013年、事故で車椅子生活になった直後、ガンで余命宣告、暴力事件の被害者になったことで「命の〆切」を強く意識。自分の遺品整理中、小学生のときに書いていた夢ノートに、「作家になりたい」という文字を発見。死を前に、夢を強く意識したと話している。
2016年9月、出版館ブック・クラブから「元型物語 リュウと魔法の王国」を出版。Amazonベストセラー1位など、3部門で1位を獲得。同書籍はクラウドファンディングにより、全国602ヶ所の児童養護施設に無料寄贈された。
自身の体験を元に、全国の学校や児童養護施設で「夢は叶う」というテーマで無料講演を実施。2017年4月よりインターネットラジオ「レディクロ」 の「ラジオ久坂村塾」のパーソナリティとしても活動。同10月より「久坂村塾」というコミュニティを主宰、月に1度登壇している。
2019年7月、声優・大谷育江主演のドラマCD「離任式ジャック」で原作・脚本を担当。オリコンドラマCD1位を獲得した。。

## 人物
子ども向け作品の執筆に情熱を注いでおり、小説家ではなく「児童文学作家」と名乗っている。
文字を読むスピードが異様に速く、サラリーマン時代は受け取った書類を一瞬で返すため、「ちゃんと読め！」とよく怒られたという。
読むジャンルは雑多で「自分はバカで、数をこなさないと理解できない」という理由から、新しいジャンルを勉強するときは、そのジャンルの有名書籍を200冊読み、1000冊読破する頃に「なんとなく入り口がわかった」と感じるという。
学生時代の図書館制覇はもちろん、自治体などの図書館すべての本を読破するのが趣味。

## エピソード
未経験のことに挑戦するのが好きで、セスナ操縦、射撃、ノンパラシュートスカイダイビング、ウルトラマラソン、深海ダイビングなど、エクストリームスポーツを好んで行う。
2019年6月1日-2日、朝日新聞社主催「第1回東京エクストリームウォーク100」を完歩。

2022年9月開催の「第0回四国横断フットレース バカロード300」で308kmを総合13位、女子5位で完走した。
2023年2月19日開催の「京都マラソン2023」をもって、10年連続フルマラソン完走となった。

2023年4月、沖縄県古宇利島の深海50mに沈む「駆逐艦エモンズ」慰霊2DIVE。
2023年6月19日、スポーツエイドジャパン主催の「本州縦断往復（下関～青森～下関）リバースステージ3100㎞フットレース」に参加。往路ゴールの下関〜青森（1550km）を女子歴代2位で完走、58日５時間11分３秒かけ下関駅にゴールした。
これは歴代７人目の完走で、女子史上初の完走者として複数のメディアに取り上げられた。
同レースを含む2000マイル（3219km）走破チャレンジも同時に行っており、総走行距離は3500kmに達したとある。
現地取材を徹底し、足が不自由だった頃も松葉杖で登山取材するなど、非常にアグレッシブである。
海外歴訪の経験から、あらゆる食材の調理ができ、料理の腕前はプロ級とされる。
一時期資格取得を趣味にしていた時期があり、運行管理主任者、秘書技能検定試験、パソコン検定、危険物取扱者、第1種衛生管理主任者など、多数の資格を保有している。しかし、普通自動車免許は「第1段階の技能教習すら、ハンコがもらえなかった」と述べている。
保護猫を引き取り飼育している。猫種はアメリカンワイヤーヘアで、名前は銀時。好きな漫画「銀魂」の主人公から名付けられた。
苗字のせいで幕末史に詳しいと思われがちだが、学生時代は世界史を専攻していた。

## 受賞歴
- 2013年 - 古河文学館「１ページの絵本」入選
- 2014年 - 古河文学館「１ページの絵本」入選
- 2015年 - 古河文学館「１ページの絵本」入選
- 2020年 - 鳳明出版「缶詰サスペンス大賞」 大賞受賞

## 著作

### 児童文学小説
- 元型物語 リュウと魔法の王国 （2016年9月18日 出版館ブック・クラブ ）

### ドラマCD原作・脚本
- 離任式ジャック (2019年7月19日、Voice Works Tokyo、主演：大谷育江）
- こども妖怪大戦争 (2019年10月25日、Voice Works Tokyo、主演：大谷育江）
- 土方歳三　劫火の士道　シリーズ（Voice Works Tokyo、主演：中井和哉、栗塚旭）
  - 土方歳三　劫火の士道　多摩のバラガキ・池田屋事変編 (2020年5月8日）
  - 土方歳三　劫火の士道　北へ、五稜郭編 (2020年9月9日）

### 朗読劇脚本
- 離任式ジャック (2019年8月1日-4日、駿河台下スタジオ、全7公演）
- こども妖怪大戦争 (2019年11月15日-17日、アトリエファンファーレ高円寺、全6公演）

## 注と出典
1. ↑  “「離任式ジャック」記念インストアイベント@タワ崎 - TOWER RECORDS ONLINE”. tower.jp. 2019年10月30日閲覧。
2. ↑  https://www.facebook.com/100006718391612/posts/2447680592132530
3. ↑  https://m.facebook.com/story.php?story_fbid=pfbid02R4GLkc8WYupLGhzJgDyNdRePY3QBU5V8GAMSVxrFHqYJmMpXnGMKrjDHXQWGGAJSl&id=100057668351612
4. ↑  https://m.facebook.com/story.php?story_fbid=pfbid02rk7JyQDyNBYvZruQTvXx1TcQ3fn25pAEs56GcFsuE5YLdUsv5sZ35FeTL3ru2k9El&id=100006718391612
5. ↑  “弟子がまずはやりました～！”. “走る！ダンナの「マラソン道」” (2023年7月14日). 2023年9月12日閲覧。
6. ↑  “Facebook”. www.facebook.com. 2023年9月12日閲覧。
7. ↑  “Facebook”. www.facebook.com. 2023年9月12日閲覧。
8. ↑  “新聞の1面で取り上げていただきました🙇‍♀️｜久坂七夕@余命宣告からベストセラー作家に”. note（ノート） (2023年7月21日). 2023年9月12日閲覧。
9. ↑  “本州縦断往復３１００キロ、下関ゴール/児童文学作家の久坂七夕さん、５９日かけ”. 山口新聞 電子版 (2023年8月17日). 2023年9月12日閲覧。
10. ↑  “Facebook”. www.facebook.com. 2023年9月12日閲覧。